# Desmopsis trunciflora
Desmopsis trunciflora är en kirimojaväxtart som först beskrevs av Diederich Franz Leonhard von Schlechtendal och Adelbert von Chamisso och som fick sitt nu gällande namn av George Edward Schatz.
Desmopsis trunciflora ingår i släktet Desmopsis och familjen kirimojaväxter. Inga underarter finns listade i Catalogue of Life.